# Kucza (obwód chmielnicki)
Kucza (ukr. Куча) – wieś na Ukrainie, w obwodzie chmielnickim, w rejonie kamienieckim, w hromadzie Nowa Uszyca. W 2001 liczyła 1446 mieszkańców.